# Roy Bucher
Sir Francis Robert Roy Bucher, britanski general, * 1895, † 1980.